# Болотница колпачковая
Боло́тница колпачко́вая (лат. Eleocharis mitracarpa) — вид однодольных растений рода Болотница (Eleocharis) семейства Осоковые (Cyperaceae). Впервые описан немецким ботаником Эрнстом Готлибом Штёйделем в 1854 году.

## Распространение, описание
Распространена в Закавказье, России (европейская часть страны, Северный Кавказ), Украине, Китае, Казахстане, Киргизии, Туркмении, Узбекистане, Афганистане, Иране, Пакистане и на Гималаях. Растёт на озёрном мелководье, на болотах.
Гемикриптофит. Многолетнее растение с серовато-зелёным стеблем 30—100 см высотой. Колоски продолговато-яйцевидные. Плод — орешек, от жёлтого до коричневого цвета.

## Охранный статус
На Украине растение включено в Красные книги Севастополя и Закарпатской области.

## Синонимы
Синонимичные названия:
- Eleocharis argyrolepidoides Zinserl.
- Eleocharis equisetiformis (Meinsh.) B.Fedtsch.
- Eleocharis turcomanica Zinserl.
- Scirpus equisetiformis Meinsh.